# Max Westerkamp
Max Westerkamp (Tandjong Pura, Nederlands-Indië, 8 oktober 1912 – Enschede, 6 mei 1970) was een Nederlands veldhockeyspeler.
Hij maakte deel uit van het Nederlandse hockeyteam dat op de Olympische Zomerspelen 1936 de bronzen medaille won. Hij speelde alle vijf wedstrijden op deze Spelen als verdediger. In clubverband kwam hij uit voor HDM.